# Mohammad Yazdi
Mohammad Yazdi (en persa:محمد یزدی) (Isfahán, 2 de julio de 1931 - Qom, 9 de diciembre de 2020) fue un clérigo iraní que se desempeñó como jefe del sistema judicial de Irán entre 1989 y 1999. En 2015, fue elegido para dirigir la Asamblea de Expertos de Irán, derrotando al expresidente Akbar Hashemi Rafsanjani por un recuento de 47 votos contra 24.

## Primeros años
Mohammad Yazdi nació en 1931 en una familia religiosa en Isfahán. El jeque Ali Yazdi, su padre, era alumno del jeque Abdul Karim Haeri y en una de las mezquitas de Isfahán, como mullah principal de las oraciones y ceremonias del viernes, investigaba los problemas de la gente. Aunque su nombre se parece a Mohammad Taqi Mesbah Yazdi, los dos hombres no están relacionados.
Al principio, el ayatolá Yazdi aprendió el idioma persa de su padre y luego fue a Maktab. También partió a una escuela recién fundada para continuar su educación. Cuando fue a Qom, estudió en la escuela Feyziyeh y aprendió cursos religiosos de eruditos como Mohammad Ali Araki, el ayatolá Sheikh Muhammad Taqi Amoli, el ayatolá Shahroudi, el gran ayatolá Seyyed Hossein Borujerdi y el imán Jomeini.

## Carrera política

### Antes de la victoria de la revolución iraní
El ayatolá Yazdi solía dar conferencias en mezquitas y casas de eruditos. También enseñó el curso de Moralidad en la Escuela Feyziyeh y discutió temas políticos. Mohammad Yazdi fue exiliado por SAVAK muchas veces a Bandar Lengeh, Bushire y Rudbar.

### Después de la victoria de la revolución iraní
Después de que el ayatolá Jamenei se convirtiera en líder de la República Islámica, el ayatolá Yazdi se desempeñó como presidente de la Corte Suprema. Permaneció en el cargo durante muchos años antes de ser reemplazado por Muhammad Hashemi Shahreoudi. Yazdi fue miembro de la Asamblea de Expertos y del Consejo de Guardianes. Se desempeñó como líder interino de oración de los viernes de Teherán.
Estos cargos son parte de la carrera política del ayatolá Yazdi después de la Revolución Islámica:
- Gestión de la oficina del Imam Khomeini en Qom.
- Miembro del consejo de resolución de disputas entre Mohammad-Ali Rajai y Abolhassan Banisadr.[7]
- Miembro de la Constitución de la Asamblea de Expertos en 1958.
- Mullah jefe para las oraciones del viernes de Teherán en 1960.
- Presidente del Tribunal Supremo de Irán de 1968 a 1978.
- Miembro de la Asamblea de Expertos desde 1969.
- Miembro del Parlamento iraní de 1961 a 1968 en Qom y Teherán.
- Vicepresidente del Parlamento iraní en el primer y segundo períodos.
- Miembro del Consejo de Guardianes en los períodos del segundo, cuarto, quinto y sexto.
- Uno de los fundadores y secretario de la Sociedad de Maestros de Seminario de Qom.

## Puntos de vista políticos
En el período previo a las elecciones de febrero de 2016, Yazdi se opuso a las relaciones bilaterales con Estados Unidos. En la elección popular celebrada en febrero de 2016 para los candidatos a la Asamblea de Expertos, el presidente en funciones, Yazdi, no se encontraba entre los 16 expertos que recibieron suficientes votos para representar a Teherán en la Quinta Asamblea de Expertos.
Muchos medios de comunicación occidentales señalaron la salida de Yazdi de la Asamblea al brindar y enfatizar los avances que lograron los reformistas en las elecciones de 2016. En un discurso en el que felicitó a los elegidos para la Quinta Asamblea de Expertos, Yazdi abogó por relaciones pacíficas y moderadas con otros países, pero advirtió sobre el trato con los enemigos y caracterizó a Estados Unidos como "El Gran Satán". Dos días después, la agencia de noticias Fars informó que el líder supremo, el ayatolá Jamenei, lamentó la pérdida de Yazdi como presidente por parte de la Asamblea y advirtió sobre el riesgo de que Occidente pudiera influir o infiltrarse en Irán. Desde el 9 de mayo de 2016, Yazdi permanecía en el Consejo de Guardianes, que examina a los posibles candidatos para la Asamblea de Expertos. Durante el mandato de Yazdi en el Consejo de Guardianes, las organizaciones de derechos humanos han criticado la descalificación de candidatos reformados por el Consejo de Guardianes en las elecciones de 2016.

## Sanciones
En febrero de 2020, el Departamento del Tesoro de Estados Unidos sancionó a Yazdi por "impedir elecciones libres y justas en Irán".

## Obras
El ayatolá Yazdi es autor de varios libros en inglés y persa como, "Tus desaparecidos", "Respuestas a las acusaciones de Mardooq" e "Imamah en el Islam chiita".

## Muerte
Falleció el 9 de diciembre de 2020 alos 89 años a causa de una enfermedad digestiva.